# Nicolás Freitas
Nicolás Freitas, vollständiger Name Nicolás Andrés Freitas Silva, (* 8. Juni 1987 in Montevideo) ist ein uruguayischer Fußballspieler.

## Karriere
Der 1,82 Meter große Mittelfeldakteur Freitas stand seit der Apertura 2006 bis in die Apertura 2008 im Kader des uruguayischen Erstligisten Club Atlético Bella Vista. Seit der Apertura 2009 spielte er für den chilenischen Klub Everton de Viña del Mar. Dort verblieb er bis ins Jahr 2011 und bestritt in den Jahren 2009 und 2010 insgesamt 60 Partien (fünf Tore) in der Primera División und kam sechsmal (kein Tor) in der Copa Libertadores zum Einsatz. 2011 schloss er sich auf Leihbasis dem Club Atlético Peñarol an. In der Saison 2010/11 wurde er bei den „Aurinegros“ siebenmal (kein Tor) in der Primera División eingesetzt. In der nachfolgenden Spielzeit lief er 24-mal (ein Tor) in der höchsten uruguayischen Spielklasse auf. Überdies wurde er bei den Montevideanern in 20 Begegnungen der Copa Libertadores aufgestellt und traf dabei dreimal. In der Copa Libertadores 2011 erreichte er mit der Mannschaft die Finalspiele. Seine Karriere setzte er sodann 2012 im Rahmen einer weiteren Leihstation in Argentinien bei Rosario Central fort. 2012/13 werden bei den Argentiniern elf Spiele mit seiner Beteiligung in der Primera B Nacional und eines in der Copa Argentina geführt. Ein Tor erzielte er nicht. Nach dem erreichten Aufstieg in die Primera División und Ablauf der Leihe kehrte er im Juni 2013 zu Everton zurück und kam dort in der Spielzeit 2013/14 zu 23 weiteren Erstligaeinsätzen (kein Tor). Auch in der Copa Chile stand er in einer Partie (kein Tor) auf dem Platz. Zur Apertura 2014 schloss er sich den Montevideo Wanderers an. In der Saison 2014/15 wurde er 13-mal (ein Tor) in der Primera División eingesetzt. Am 11. Februar 2015, drei Tage vor dem geplanten Start der Clausura 2015, wurde sein auf Leihbasis für ein Jahr vollzogener Wechsel nach Brasilien zum SC Internacional nach Porto Alegreunter Nutzung der Ausstiegsklausel für einen Auslandstransfer vermeldet. Für die lief er Brasilianer in 25 Ligaspielen (kein Tor) und fünfmal (kein Tor) in der Copa Libertadores 2015 auf. Nach Rückkehr zu den Wanderers am Jahresende wurde er in der ersten Januarwoche 2016 an Peñarol abgegeben. Dort kam er dort in der Clausura 2016 einmal (kein Tor) in der Liga und dreimal (kein Tor) in der Copa Libertadores 2016 Einsatz. Die „Aurinegros“ wurden in jener Saison Uruguayischer Meister.

### Erfolge
- Uruguayischer Meister: 2015/16